# Erechthias celestra
Erechthias celestra är en fjärilsart som beskrevs av Clarke 1986. Erechthias celestra ingår i släktet Erechthias och familjen äkta malar. Inga underarter finns listade i Catalogue of Life.